# Économie de l'Argentine
L'économie de l'Argentine se caractérise par de nombreuses richesses naturelles, une main-d'œuvre très qualifiée, ainsi qu'une agriculture orientée vers l'exportation, un tissu industriel diversifié et une distribution des revenus assez inégale selon le coefficient de Gini.
En dépit de ses atouts naturels importants, le pays est confronté sur la durée à une inflation importante, une incapacité des différents gouvernements à créer une monnaie stable et conséquemment une fuite des capitaux en période de crise.
Les comptes de l’État sont plombés par une administration pléthorique et par le poids des nationalisations, État qui doit gérer les conséquences à long terme de la crise économique argentine de 1998-2002. Depuis les gouvernements ont des difficultés récurrentes à financer leurs budgets, avec le départ de certains investisseurs industriels étrangers, une nette diminution de la confiance des créanciers privés et de longs contentieux avec des fonds vautour américains.
L'Argentine est le seul pays au monde à avoir régressé du statut d'économie développée à celui d'une économie en développement. Ce déclin est essentiellement attribuable aux réformes économiques du Péronisme menées au cours de la seconde moitié du XXe siècle : mise en place d'une politique protectionniste qui entérine les exportations et excédents commerciaux argentins, explosion de la dépense publique et du poids de l'Etat dans l'économie qui résultent en un accroissement de la dette publique et une montée de l'inflation, nationalisation des secteurs clés de l'économie (énergie, transport, télécom) aboutissant à la création de monopoles étatiques inefficients, ou encore populisme économique via des programmes d'aides sociales générant de la corruption,. Au XXIe siècle, la politique économique du kirchnérisme (présidences de Nestor Kirchner (2003-2007) et Cristina Kirchner (2007-2015)) s'inscrit dans la droite ligne du populisme péroniste qui a conduit le pays au chaos économique. Le bilan économique du kirchnerisme est tout aussi comparable au bilan du péronisme : dégradation du niveau de vie, déficits publics chroniques, inflation hors de contrôle, corruption et pauvreté généralisées,. 

## Histoire économique de l'indépendance aux années 1950
Les Provinces-Unies du Río de la Plata, ancien nom de la République argentine sont indépendantes depuis le 25 mai 1810. Le Royaume-Uni aura la mainmise sur l'économie jusqu'à la fin des années 1860.
Entre 1880 et les années 1920, l'arrivée massive d'immigrants européens et de capitaux étrangers génère un essor économique remarquable, mais l'Argentine reste très vulnérable aux aléas des marchés mondiaux. En 1913, à son apogée économique, l'Argentine était l'un des pays les plus riches du monde. Son PIB par habitant le positionnait au douzième rang mondial, juste devant la France,.
En 1891, la Fédération des travailleurs tient son premier congrès ; de tendance social-démocrate, elle mène aussi bien la lutte revendicative ponctuelle (la journée de huit heures), que la lutte révolutionnaire d'ensemble (l'abolition de la propriété privée). L'année 1911 est celle des grandes grèves maritimes et ferroviaires ainsi que les années 1916-1917, mais la grève générale de 1919, à partir de l'initiative des ouvriers des usines métallurgiques, est réprimée très brutalement par l'armée au cours de la semaine tragique (des centaines d'ouvriers sont tués).
Grande puissance sud-américaine, approvisionnant le monde en céréales, en laine et en viande (descendants du bétail apporté par la seconde vague des conquistadores, les bovins n'ont fait que se multiplier sur les gigantesques pâturages de la Pampa humide), elle avait vocation à suivre la voie canadienne et australienne et rejoindre le camp des pays « gagnants ». Toutefois, elle est affectée dans les années 1930, la dite « Décennie infâme » en raison de la corruption des gouvernements militaires qui prennent le pouvoir par un putsch en 1930, par la baisse mondiale des prix agricoles causée par la Grande Dépression. Les régimes autoritaires créèrent alors les Juntas Reguladoras de Granos y de Carnes visant à compenser les pertes des exploitations agricoles. En 1935, après le pacte Roca-Runciman de 1933, qui transforme, selon les mots du député Lisandro de la Torre, l'Argentine « en partie intégrante de l'Empire britannique », la majorité du capital de l'industrie est entre les mains d'entreprises américaines et britanniques, tandis que le pays de la pampa devient le principal fournisseur de viande du Royaume-Uni, au prix d'une domination néo-coloniale sur le pays (dénoncée par le groupe de jeunes radicaux FORJA) et de la suprématie des intérêts de l'oligarchie de grands propriétaires terriens (les latifundiaires) au détriment de l'industrialisation équilibrée du pays.

## Des années 1950 au coup d'État de 1976

### Péronisme et politique sociale
Le régime du général Juan Perón met en œuvre une politique sociale, soutenant les intérêts des classes ouvrières, et une politique économique dirigiste caractérisée par des nationalisations des entreprises et une certaine forme d'État providence. L'Argentine développe durant cette période la plus importante classe moyenne du continent américain.
Dans un premier temps, l'immédiat après-guerre se caractérise par une croissance de 6 % par an, ainsi qu'une nette augmentation de la production industrielle. Mais en 1952, le régime est confronté à une récession économique de grande ampleur.Les licenciements touchent 40 000 travailleurs du textile et 25 000 travailleurs de l’industrie agro-alimentaire[réf. nécessaire]. Néanmoins et bien qu'aucune statistique officielle du chômage ne soit connue, il semble que la crise n'ait pas donné lieu à un chomâge de masse mais plutôt à une réduction générale du temps de travail. L’effondrement des exportations agricoles et la chute des cours des prix agricoles jouent un rôle déterminant dans cette récession : l’Argentine n’a plus les fonds nécessaires à l’importation des produits manufacturés indispensables à son industrie. Le coût de la vie a augmenté à 37 % en 1951 inversant la tendance de l'année précédente et l'inflation a grimpé à près de 49%. En 1952, le revenu moyen des ouvriers non qualifiés est de 20 % inférieur à celui de 1949. Le gouvernement péroniste doit lancer un programme d’austérité qui comprend le gel des revenus des travailleurs. La crise est rapidement maitrisée et en 1954 le PIB est de 10 % supérieur à son niveau de 1952,.
Selon Samuel Gorbán, un économiste argentin, le tissu industriel garde de « graves faiblesses, fruits de l'improvisation qui caractérise le développement de l'industrie argentine », notamment pour les secteurs de l'énergie, des transports et des communications qui accusent de grands retards. Les plans quinquennaux conduisent à « une mauvaise utilisation permanente de la capacité de production ». L'inflation galopante entraîne fuite des capitaux et appauvrissement des classes moyennes et aisées[réf. nécessaire]. Enfin, le péronisme renforce « une bureaucratie aussi pléthorique qu'inefficace » qui pèse lourdement sur le budget de l'État.

### 1955-1976
Avec la « Révolution libératrice » de 1955, qui aboutit à la proscription du péronisme, les militaires dévaluent fortement la monnaie et imposent des taxes sur les exportations agricoles, allant jusqu'à 25 % de la valeur à l'export des produits. Ces taxes sont maintenues par le président Arturo Frondizi, en décembre 1958, qui les renforce, en ce qui concerne les céréales, en janvier 1959. La plupart de ces mesures sont mises en œuvre par le ministre de l’Économie Alvaro Alsogaray (es) (juin 1959-avril 1961). La Sociedad Rural Argentina critique alors des mesures « discriminatoires » qui nuisent aux exploitants agricoles, au profit d'une industrialisation incohérente effectuée « à marche forcée ». Le décret du 19 avril 1965, promulgué par le gouvernement d'Arturo Illia, maintient ces taxes sur le blé, la viande et le maïs.
La récession économique et l'inflation marquent les années 1960. Avec l'avènement de la dictature dite de la « Révolution argentine », les militaires bloquent les salaires de 1967 à 1970, date à laquelle ils sont grignotés par l'inflation. Sous le régime du général Juan Carlos Onganía, les mesures de nationalisation et de contrôle des capitaux sont révoquées, le droit de grève est supprimé et l'âge de la retraite est reculé. Dès mars 1967, le ministre de l'Économie Adalbert Krieger Vasena (es) lance un plan économique, qui aboutit à une dévaluation de 40 %, et maintient des taxes sur l'exportation des produits agricoles allant de 20 à 25 %. À l'inverse, il baisse les taxes à l'importation d'environ 50 %. En novembre 1972, le gouvernement du général Lanusse limite les exportations de bétail afin d'assurer une meilleure alimentation de la population.
Dans le Grand Buenos Aires, le chômage passe de 4,8 % en 1970 à 7,4 % en 1972, selon des statistiques officielles qui le sous-estime pourtant largement. Dans la province de Tucuman, affectée par la monoculture sucrière et la surproduction, il atteignait 12 % en 1972, la dictature n'ayant lancé un plan de reconversion industrielle qu'après avoir fermé de force plusieurs usines.
Sous le gouvernement d'Isabel Peron, l'Asamblea Permanente de Entidades Gremiales Empresarias (es) (Apege) est fondée en avril 1975, soutenant ouvertement les préparatifs de coup d’État. L'Apege critique le Pacte social mis en œuvre par le ministre de l'Économie José Ber Gelbard, qui prévoyait le blocage simultané des prix et des salaires, ainsi que la Confederación General Económica (CGE) et la CGT, accusées de la crise économique. Par ailleurs, elle appelle à lutter contre les « menaces » des avancées syndicales. Elle organise ainsi, en octobre et novembre 1975, des lock-outs dans le secteur du bétail, conduisant à la hausse des prix. En février 1976, elle généralise cette tactique à tout le secteur agricole, avec en vue des objectifs explicites de déstabilisation politique, concrétisés par le coup d'Etat de mars 1976.

## Du coup d'État de 1976 à la transition démocratique (1983)

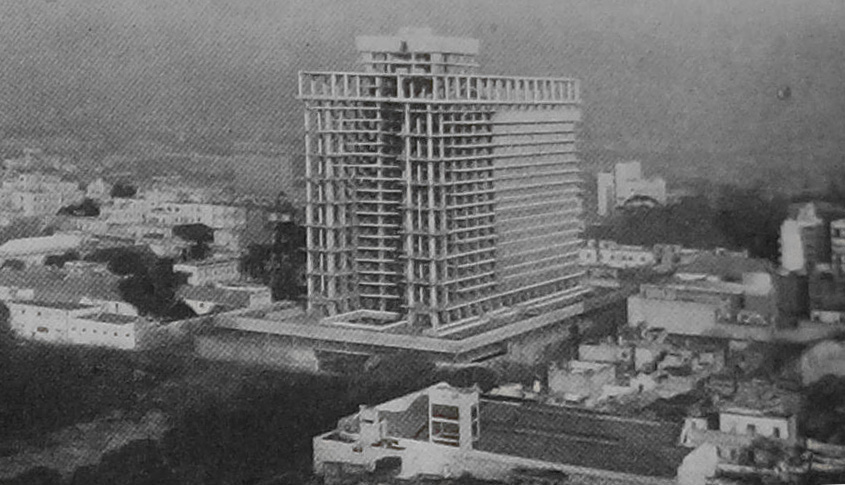
La prison de Caseros, construction commencée en 1960, achevée sous la dictature militaire en 1979.

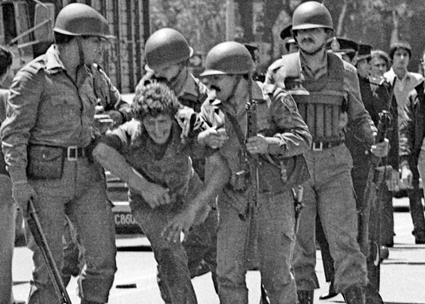
Répression d'une manifestation syndicale de la CGT le 7 novembre 1981.

La Junte militaire dirigée par Jorge Rafael Videla depuis mars 1976 s'inspire comme le régime de Pinochet des théories économiques de Milton Friedman. Le ministre de l'Économie José Alfredo Martínez de Hoz (en) (1976-1981) surévalue le peso, ce qui nuit aux exploitants agricoles, lesquels s'abstiennent toutefois de toute protestation. Un de ses successeurs, Roberto Alemann (es) (décembre 1981-juin 1982), rétablit les taxes à l'exportation des produits agricoles, antérieurement supprimées, lors de la guerre des Malouines ; les exploitants agricoles acceptent alors ces mesures dans un élan « patriotique ». En Argentine comme dans l'ensemble de l'Amérique latine, les années 1980 sont celles de la « décennie perdue ».
La junte dispose de la collaboration des milieux économiques dans la traque de ses opposants, notamment syndicalistes. La branche argentine de Ford remet aux renseignements militaires la liste de ses travailleurs et les données les concernant. Vingt-quatre sont séquestrés et torturés au sein même de l'entreprise. De nombreuses autres entreprises collaborent également : le constructeur automobile allemand Mercedes-Benz, les fabriques de céramique Lozadur et Cattanéo, l'entreprise métallurgique Bopavi, les chantiers navals Astarsa et Mestrina, l'entreprise de transports La Veloz del Norte, la compagnie minière Aguilar, etc.
Au cours de l'été 1982, la Banque centrale met en place un ensemble de mesures destinées à réduire l’endettement du secteur privé selon le principe de privatisation des profits et socialisation des pertes. L’État argentin reprend à son compte les dettes des entreprises et privatise tous les bénéfices obtenus par la spéculation financière. L'Argentine a accumulé à la fin des années 1980 une lourde dette externe contractée en grande partie par la junte au pouvoir de 1976 à 1983 (dette odieuse dont elle ne compte rembourser que « 10 % » [réf. nécessaire]), l'inflation atteignait 200 % par mois [réf. nécessaire] et la production avait considérablement chuté. En 1987 et 1988, les principaux syndicats agricoles patronaux, en particulier la Sociedad Rural Argentina (SRA), la Confédération des producteurs (es), la Fédération agraire (FAA) et la Coninagro (es), renouent avec les grèves et lock-outs organisés par l'Agepe en février 1976, afin de pousser à la démission le gouvernement Raul Alfonsin (UCR). Celui-ci est acculé à la démission avant la fin de son mandat, dans un contexte d'hyperinflation (3 000 %).

## Du gouvernement Menem à la crise de 1998-2002
En 1991, le gouvernement néolibéral de Menem (PJ) décida d'ancrer le peso argentin au dollar américain (politique dite de convertibilité) et limite par une loi la croissance de la masse monétaire à la croissance de réserves monétaires.
À compter du 1er janvier 1992, le nouveau peso, en remplacement de l'austral, lui-même créé en 1985, est aligné par le ministre de l'Économie Domingo Cavallo sur le dollar américain, dans le cadre d'un système dit de currency board. Dans un tel système la monnaie locale n'est créée qu'en fonction directe des entrées de dollars. Les particuliers et les entreprises peuvent détenir aussi bien des comptes libellés en peso qu'en dollar. Le but est de mettre fin à l'inflation en dissuadant l'État de recourir à la « planche à billets ». Les résultats sont immédiats : le taux d'inflation passe sous 10 % en 1992. Les entreprises étrangères peuvent investir sans craindre les aléas monétaires locaux et conserver leurs encours en dollars. La croissance du PIB, négative en moyenne au cours des années 1980 (-0,5 % en moyenne), dépasse 10 % en 1991 et 1992, et reste très forte entre 1991 et 1998. C'est à cette époque que s'implantent des entreprises comme Suez, avec la privatisation de l'eau par Menem, Ford, Carrefour, EDF, Lockheed Martin (privatisation de Fabrica Militar de Aviones). Les propriétaires du campo (la campagne, c'est-à-dire les grands propriétaires terriens) et les entreprises qui exportent qui, par tradition et précaution, laissaient leurs avoirs à l'étranger, rapatrient l'essentiel de leurs réserves monétaires dans le pays. Les Argentins profitent alors des faibles taux d'intérêt pour s'endetter et investir. On parle de « miracle argentin ». De 1992 à 2000, 80 % des sommes gagnées par les entreprises privatisées sont rapatriées en dollars à l'étranger, représentant un manque à gagner considérable pour l'Argentine.
Le système de change choisi est favorable tant que le dollar ne s'apprécie pas par rapport aux monnaies des pays avec lesquels l'Argentine commerce. La brutale remontée du dollar en 1998 met en difficulté tout l'édifice[pas clair]. Les systèmes monétaires d'Asie explosent en premier. La peur commence alors à gagner l'Amérique latine et en particulier l'Argentine. Il est vrai que le ministre de l'Économie Cavallo n'a pas été jusqu'au bout de l'idée du currency board. Il a conservé une banque centrale. Certains, habitués aux revirements de la politique argentine, craignent que le couple dollar/peso ne soit finalement cassé. Après avoir tenté de résister par tous les moyens, les politiques finiront par tout lâcher[pas clair]. Une ruée sur les comptes en dollars s'amplifia à laquelle le système bancaire ne put résister.
La récession amplifiée par les mesures d'économie drastiques exigées par le Fonds monétaire international (FMI), en contrepartie de son aide en dollars, est extrêmement violente et entraîne une hausse spectaculaire de la pauvreté ainsi que d'importants mouvements sociaux et de rapides changements politiques.
La pénurie de dollars, et donc de pesos s'aggrave. En fait, on met en marche une planche à billets de substitution notamment dans les régions. La politique de currency board devient intenable fin 2001, alors que le radical Fernando de la Rua est au pouvoir. Il met fin à la convertibilité et impose le corralito (limitations importante des retraits bancaires) dans un contexte de crise économique et financière importante, qui conduit au Cacerolazo du 19 et 20 décembre 2001, qui le force à la démission. Le PIB a chuté de 11 % en 2002.
Le péroniste Eduardo Duhalde déclare l'insolvabilité (défaut de paiement) face aux créanciers du pays. Les experts en économie de son entourage décidèrent d'entamer une dévaluation du peso. La dévaluation est effective le 11 février 2002 et le change du peso est fixé à 28 % (1,40 Peso = 1 Dollar). En même temps la conversion forcée des comptes en dollar en peso dévalué fit perdre en une fraction de seconde une très grosse partie de leur épargne aux Argentins. Tous les contrats en dollars devinrent immédiatement caducs, provoquant des pertes très importantes pour les banques étrangères et surtout pour les nombreuses entreprises notamment françaises et espagnoles qui avaient investi souvent massivement dans le pays, ouvrant un très long contentieux international. Cette politique de rupture avec les bailleurs internationaux privés et les difficultés croissantes suscitées aux entreprises étrangères conduisent nombre d'entre elles à se désengager du pays.
Mais la dévaluation eut un effet positif sur les exportations et permit au secteur agro-industriel de rétablir sa prospérité. À partir de 2003 la croissance économique est repartie. En 2005 elle atteint 9,2 % et le président Nestor Kirchner rembourse en avance sa dette envers le FMI afin de délier la politique économique argentine de la tutelle de l'organisation internationale.

## 2003-2008

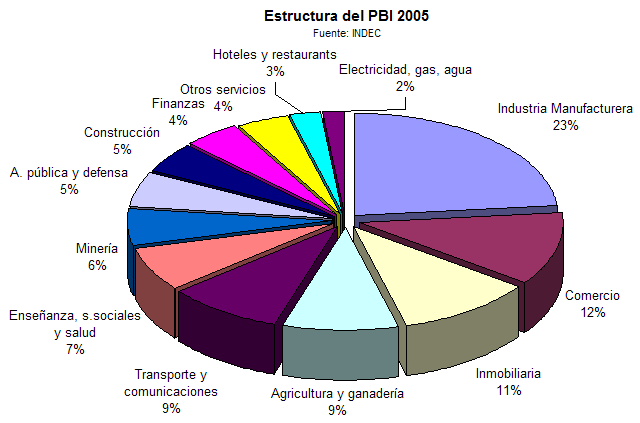
Structure du PIB, 2005

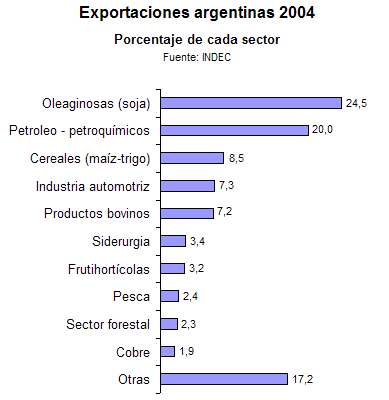
Exportations argentines, 2004
NB : Trigo signifie blé - pesca=pêche et cobre=cuivre

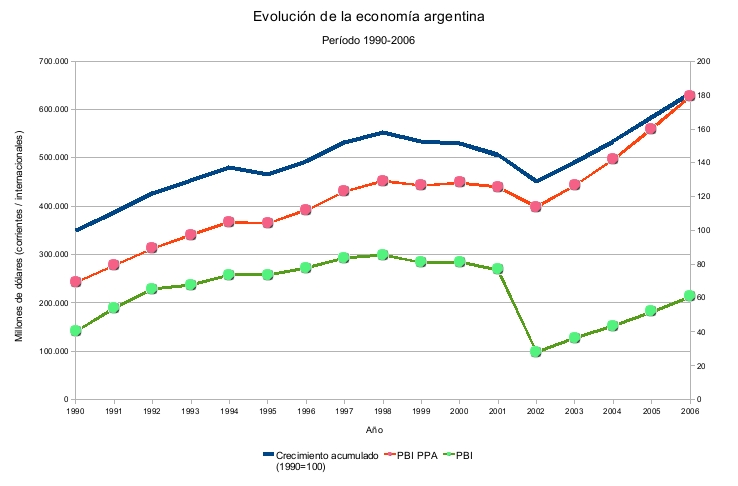
Évolution du PIB entre 1990 et 2005

En 2003 et 2004, l'Argentine a connu une phase de récupération avec des taux élevés de croissance économique. Le PIB a crû de 9 % chaque année. La même chose s'est produit en 2005, année où le PIB s'est élevé de 9,2 %.
Grâce à la récupération de l'économie que l'on a observée durant ces trois années, et prenant en considération que dès le troisième trimestre de 2005 le PIB argentin (en pesos argentins et à prix constants) a dépassé la valeur de 1998, on peut affirmer que la crise était terminée à cette date. Cependant, les conséquences de la crise persistent, et les indicateurs sociaux n'ont pas encore atteint les niveaux qu'ils avaient dans les années précédant la crise. La pauvreté qui avait atteint quasi 60 % et le chômage qui dépassait 25 % en 2002 ont réussi à se réduire dans la période de post-crise, jusqu'à arriver à 23,4 % de pauvres et une réduction à 8,7 % du taux de chômage à la fin de l'année
2006.
Le PIB (en valeur nominale) totalisait en 2005 181 258 millions de dollars, situant
l'Argentine comme troisième économie d'Amérique latine, tandis que par habitant il se montait à 6 548 dollars US. Si on considère le PIB en parité de pouvoir d'achat ou PPA (selon les mesures définitives du FMI pour 2005), il monte à 533 722 millions de dollars, rapprochant sérieusement le PIB argentin de celui du Mexique (dont il représente la moitié) ou du Brésil (dont il représente un tiers). Si bien qu'étant donné la population de ces trois pays, le revenu moyen par habitant établi sur la liste des pays par PIB (PPA) par habitant est de 12 046 dollars, mettant l'Argentine en tête de l'Amérique latine en ce qui concerne cet indice.
Selon le FMI, en 2006, l'économie va s'accroître de 8 %, taux le plus élevé de l'Amérique latine. Cependant cet organisme souligne que le taux d'inflation de 12,3 % sera également le plus élevé de la région. Notons que ce dernier fait s'explique aisément lorsque l'on considère que depuis 2001 le peso argentin a perdu plus des deux tiers de sa valeur face au dollar et les trois quarts face à l'euro, renchérissant d'autant les importations.
Une information de The Economist souligne le fait qu'avec un revenu par habitant argentin mesuré en parité de pouvoir d'achat de 12 046 dollars, l'Argentine se retrouve en neuvième position sur une liste de plus de cent pays en voie de développement, tout en étant leader en Amérique latine.

### Restructuration de la dette extérieure et rôle du FMI
Une partie significative de la responsabilité de la crise qu'a vécue l’Argentine entre 1998 et 2002 a été mise sur le compte du FMI. Dans un discours face à l'Assemblée générale des Nations unies en 2004, le président Néstor Kirchner déclare « Un remodelage du Fonds monétaire international urgent, fort et structurel, est nécessaire pour pouvoir prévenir les crises et aider à leurs solutions. ». Toutefois les fonds vautour tel que Aurelius Capital Management ont refusé tout accord de restructuration de la dette.

### Pauvreté et chômage

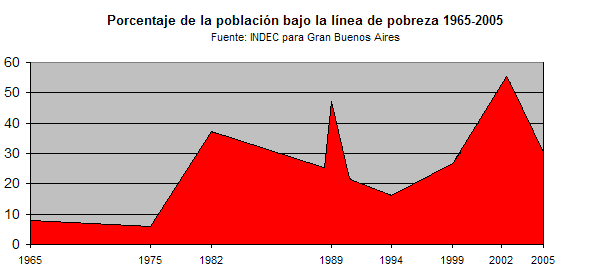
Évolution de la pauvreté dans l'agglomération du Grand Buenos Aires 1965-2005

La population a beaucoup souffert de la crise de 2001-2002. Le chômage avait atteint 25 % et la pauvreté 60 %. En 2007, plus que 23,4 % de la population vit sous le seuil de pauvreté (seconde semestre 2007). Le taux de chômage a chuté a 8,7 %. Dans le même temps, les classes moyennes et aisées ont accès comme celles des pays développés à la télévision (97 % des maisons) et à internet (21 % de la population).
Le graphique (en rouge) affiché ci-contre montre les variations du taux de pauvreté survenues dans la mégapole du Grand Buenos Aires, au cours des dernières décennies. Jusqu'en 1975, ce taux était fort bas, moindre même que dans certains pays européens, largement inférieur à 10 %. Dès 1976, la proportion de pauvres commence à bondir à la suite des difficultés économiques du pays à la suite du choc pétrolier. La même année, les généraux prennent le pouvoir et c'est le début de la dictature argentine qui applique une politique monétariste dont le but est de substituer une production nationale aux importations. Dès lors, jusqu'à aujourd'hui (2007), le niveau élevé de la pauvreté ne se démentira plus, son apogée étant atteint en 2001-2002 avec plus de 50 % des habitants souffrant de la misère. À partir de 2002 cependant, à la suite des dévaluations et de la reprise économique subséquente, le taux de pauvreté s'est atténué, mais il reste encore très important, et un long chemin reste à faire pour atteindre le bas niveau du début des années 1970.

### Expansion de l'économie

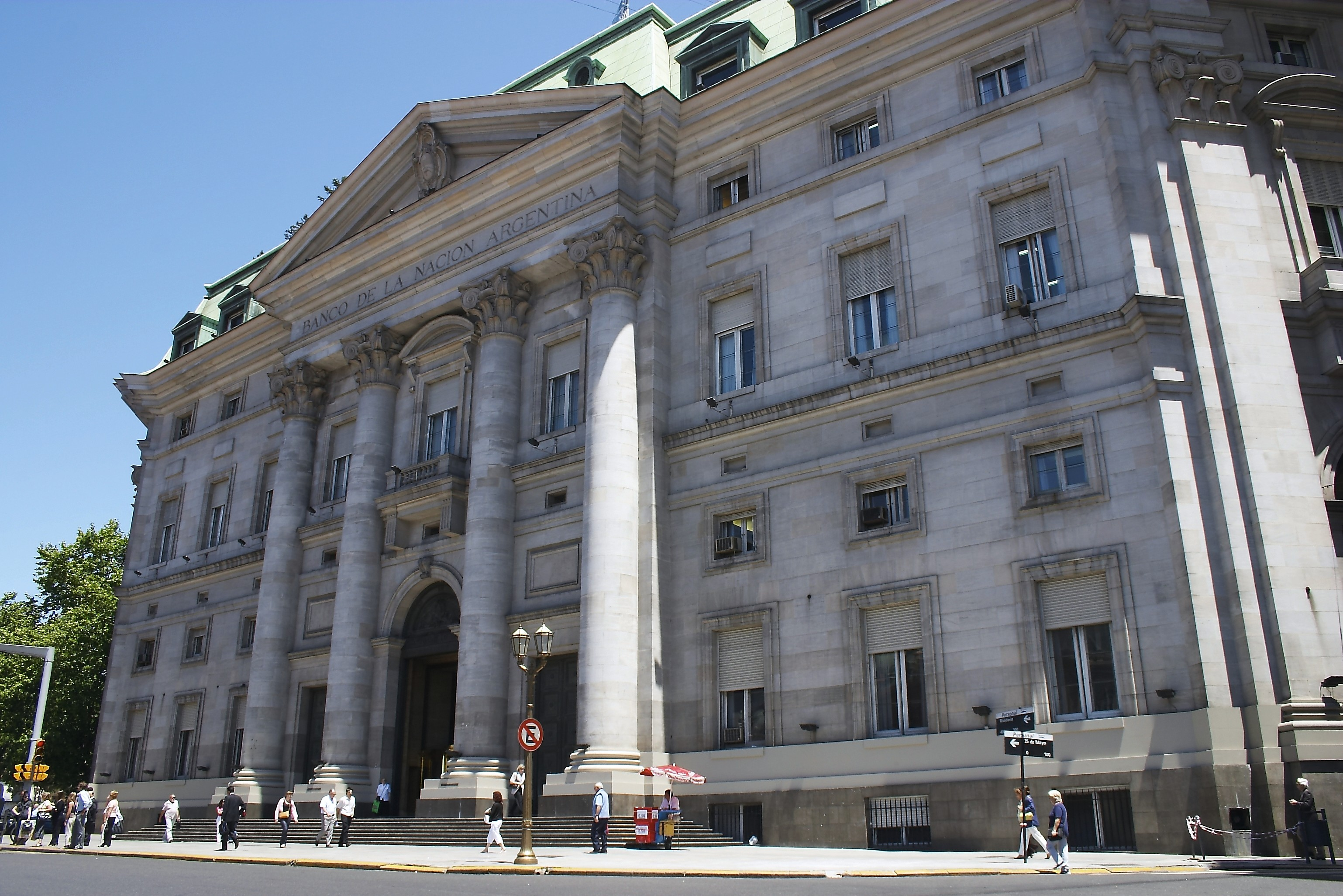
Immeuble de la Banque de la Nation Argentine, sur la Plaza de Mayo à Buenos Aires.

Grâce à la politique du péso faible qui permet de produire des biens et des services à des prix compétitifs sur le marché international, certains secteurs d'activité argentins ont commencé à refleurir après la crise. Les fortes exportations du secteur agricole ont grandement contribué au rétablissement de la balance commerciale.
Au milieu de l'année 2002 on commença à apercevoir des signes de réactivation économique, et de 2003 à 2005, le pays a connu une phase de forte croissance avec des taux qui ont oscillé aux alentours de 9 % (8,8 % en 2003, 9 % en 2004 et 9,2 % en 2005), croissance due en partie à la politique du peso dévalué destinée à favoriser la substitution des importations, qui a augmenté la compétitivité des entreprises et des produits argentins.
En 2006, l'expansion économique a été de 8,5 %, ce qui constituait la quatrième année de croissance soutenue. Selon les données officielles de la Banque centrale de la République argentine et l'Institut national de la statistique INDEC, en 2006 le produit intérieur brut en valeur nominale fut de 654.413 millions de pesos en prix courants, équivalent à 212.857 millions de dollars américains USD, avec un PIB par habitant de 6 548 dollars.
Si l'on considère le PIB en parité de pouvoir d'achat (PPA), celui-ci atteint en 2006 quelque 621 070 millions de dollars.
L’inflation constatée en 2006 a été de 9,8 %, c'est-à-dire 2,5 points de moins qu'en 2005 qui se montait à 12,3 %, accomplissant ainsi l'objectif du gouvernement de Néstor Kirchner d'arriver à un taux d'inflation à un seul chiffre. Pour y arriver, un rôle important a été joué par le gel des prix des services publics, ainsi que par une politique officielle d'accord sur les prix de certains produits.
La croissance économique, à son tour, a fait s'améliorer notablement les indicateurs sociaux par rapport à la période de crise. Ainsi les derniers indicateurs au niveau national ont montré que le taux de pauvreté au second semestre 2006 représentait 26,9 % de la population et celui d'indigence atteignait 8,7 % de la population. Ce taux de pauvreté était tombé à 23,4 % au premier semestre 2007. Le chômage, au premier trimestre 2007 s'élevait à 9,8 %, si toutefois on inclut comme "employés" les bénéficiaires de plans sociaux. Par contre, cet indice s'élevait à 11,1 %, si l'on exclut ces derniers des statistiques de travailleurs ayant un emploi. Le sous-emploi, quant à lui, se situait au niveau de 9,3 %.
Depuis le début du gouvernement Kirchner, le rôle de l'État dans l'économie s'est accru face à ce qui se passait du temps du gouvernement de Carlos Menem. Cela se voit principalement dans la fixation des prix de certaines industries, ainsi que dans la renationalisation en 2008 de la compagnie aérienne nationale, Aerolineas Argentinas, privatisée en 1990 et mise en faillite en 2003, et d'une entreprise d'énergie publique.

## Situation depuis 2008

### Epoque Kirchner

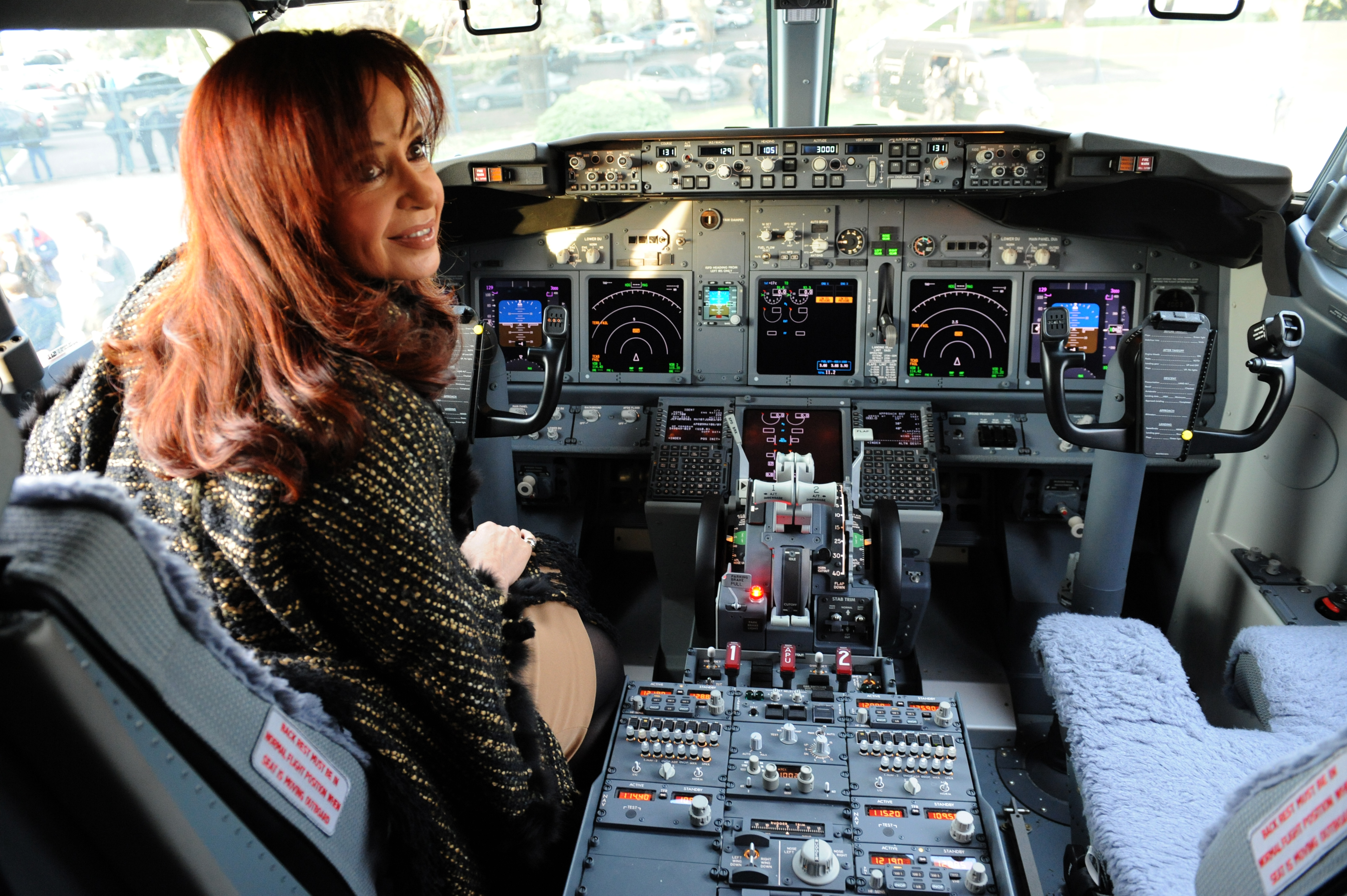
Cristina Fernández de Kirchner aux commandes d'un appareil des Aerolíneas Argentinas en 2009.

En 2013, le bilan du kirchnérisme apparaît très mitigé : si après la crise du début des années 2000, la politique du président Nestor Kirchner a permis à la croissance de repartir à 8 % par an entre 2003 et 2011 (grâce aux exportations de matières premières à destination des pays émergents), au taux de chômage à être ramené à 7,2 %, à la pauvreté d'être divisée par 3 et à la dette publique à revenir à 41 % du PIB, la situation que connaît sa veuve, la présidente Cristina Kirchner, est alarmante, le pays étant au bord de la faillite. La croissance est en effet revenue à 2 %, l'inflation réelle à 25 % (10 % officiellement), la monnaie a été dépréciée et a encouragé le marché noir, de nombreux capitaux ont fui à l'étranger, couplé avec le constat que les infrastructures sont déficientes dans les domaines des transports et de l'énergie. Cette faillite monétaire se couple avec une faillite financière (le pays n'a plus accès aux marchés et à l'aide internationale alors que la facture vers les fonds créanciers s'élève potentiellement à 43 milliards de dollars) et une faillite politique (montée de l'insécurité, du clientélisme, de la corruption, conséquence des pénuries chroniques apparues depuis la mise en place de mesures protectionnistes en 2011). Ce constat économique est à mettre en comparaison avec le reste de l'Amérique latine, qui a vu la pauvreté réduite d'un quart et la classe moyenne gagner 50 millions de personnes depuis 2000. Les aides aux entreprises nationalisées plombent lourdement les comptes de l’État dans un contexte où, constance historique, l'administration demeure pléthorique, Fin juillet 2014, le pays se retrouve à nouveau en situation de défaut de paiement.
Pour faire face à l'essoufflement de la croissance économique, le gouvernement de Mauricio Macri, qui a succédé à celui de Cristina Kirchner, s'engage dans une politique d'austérité budgétaire. Si les conséquences immédiates de cette réorientation de la politique économique se traduisent par une augmentation du chômage, de la dette et de la pauvreté, le gouvernement parvient à faire retrouver à l'Argentine son statut sur les marchés internationaux. En avril 2017, le président Macri est confronté à une importante grève générale.
La pauvreté, en augmentation constante depuis 2015, atteint 33,6 % de la population en 2017. D'après une étude de l'Université catholique argentine (UCA), les enfants sont « particulièrement touchés, impactés par la précarisation de la situation professionnelle de leurs parents. » L'inflation annuelle est de 40 %.

### Présidence de Javier Milei
Javier Milei est élu à la présidence de l'Argentine en 2023. Il annonce rapidement une dévaluation du peso de 50 % (de 400 pesos pour 1 USD à 800), dans un contexte de forte inflation et où le cours du peso sur le marché noir qui peut atteindre les 1 000 pesos par USD. Le gouvernement annonce également une politique d'austérité par le biais de coupes budgétaires équivalentes à 20 milliards de dollars, soit 5 % du produit intérieur brut (PIB), notamment à travers la réduction des subventions aux transports publics, à l'électricité, au gaz et à l'eau. Le président annonce que l'ajustement devra peser « presque entièrement sur l'État et non sur le secteur privé ».
Peu après, le gouvernement annonce adopter par décret une série massive de dérégulations, avec près de 300 mesures concernées. En décembre 2023, Javier Milei présente son projet de « loi omnibus ». Celui-ci adoptée en juin 2024 prévoit la privatisation de six grandes entreprises publiques alors que 40 étaient prévues dans le texte initial, et une flexibilisation importante du travail : extension de la période d’essai, baisse des indemnisations en cas de licenciement ou encore limite au droit de grève. 
Un mois après la promulgation du DNU [? ?], l'effet d'offre dans le secteur immobilier est net : le nombre de logements disponibles double à Buenos Aires tandis que les prix chutent de 20 %. Certains journaux soulignent toutefois que « les premières mesures prises par le président argentin Javier Milei semblent avoir accentué la crise du logement ». Le règlement des loyers peut passer par des paiements en kilos de bœuf ou en litres de lait, mais ces aliments deviennent de plus en plus inaccessibles du fait des pénuries, et les salaires ne suivent pas le niveau de l'inflation,. 
Le gouvernement reconnait en février 2024 que les réformes ont fait basculer 2,5 millions de personnes supplémentaires dans la pauvreté, et que le taux de pauvreté dans le pays atteint désormais 50 %. Selon une étude de l'université catholique argentine, le taux de pauvreté est de 57 % en février, soit une hausse de treize points depuis l'entrée en fonction de Javier Milei. Les réformes sont saluées par le Fonds monétaire international (FMI)[réf. nécessaire], qui revoit cependant fortement à la baisse les perspectives de croissance de l'Argentine : celles-ci passent ainsi de 2,8 % pour 2024 à une récession de 2,8 %, soit une révision de 5,6 points de pourcentage sous l'effet des mesures d'austérité. L'institution décide d'accorder à l'Argentine un prêt de 4,7 milliards de dollars.
En janvier 2024, conformément aux promesses de campagne de Milei, l'Argentine enregistre en 12 ans son premier excédent budgétaire mensuel (589 millions de dollars). En décembre 2024, l'INDEC annonce une hausse du PIB argentin de 3,9 % par rapport au trimestre précédent, marquant le premier trimestre de croissance depuis la présidence de Javier Milei. Pour la première année de sa présidence, l'Argentine enregistre en 2024 un excédent record de sa balance commerciale, lié notamment à une forte baisse des importations sous l'effet de la récession économique et une augmentation de ces exportations aidées par la dévaluation du peso. Ces indicateurs ont toutefois pour corollaire un coût social : récession, perte de centaines de milliers d'emploi, et bond de la pauvreté à plus de 50% au premier semestre 2024.

## Niveau de vie
Le niveau de vie des Argentins, bien qu'ayant considérablement chuté lors de la crise de 2001-2002, est proche de celui de la Pologne tant par son PIB par habitant que par son IDH. Il est important de souligner que le coefficient de Gini est élevé, sa valeur est 0,44.
Le PIB par habitant en parité de pouvoir d'achat était de 21,542 $ en 2014 (source : FMI), loin devant les autres pays de la région tels que la Bolivie (2 904 $) ou le Brésil (9 108 $).

## Productions par secteur d’activité

### Agriculture
L'Argentine est l'un des 5 plus grands producteurs au monde de soja, maïs, graines de tournesol, citron et poire, l'un des 10 plus grands producteurs au monde d’orge, raisin, artichaut, tabac et coton, et l'un des 15 plus grands producteurs au monde de blé, canne à sucre, sorgho et grapefruit.
L'agriculture de l'Argentine, emploie près de 7 % de la population active, en contribuant à environ 5 % du PIB, tout en assurant les trois quarts des exportations argentines. L'Argentine est cultivée sur plus ou moins 14 % de sa superficie, soit 380 000 km2 sur les 2 800 000 km2 de son territoire, mais près de la moitié de la superficie du pays est occupée par de l'élevage extensif. L'essentiel de la production agricole provient de la région de la Pampa. Les principales cultures sont le soja, le maïs, le blé, la viande, la laine et le vin. En 2000, le pays possédait environ 420 000 exploitations agricoles, avec cependant de nombreux latifundiums qui produisent une large partie de la production nationale.
En 2018, l'Argentine était le 4e producteur mondial de bœuf, avec une production de 3 millions de tonnes (derrière seulement les États-Unis, le Brésil et la Chine). Dans la production de viande de poulet, l'Argentine fait partie des 15 plus grands producteurs au monde. Dans la production de miel, l'Argentine est parmi les 5 plus grands producteurs au monde. Pour ce qui est de la production de lait de vache, l'Argentine fait partie des 20 plus grands producteurs au monde.

### Industrie minière et extractive[67]
Tableau des productions minières
| Minerai                   | Unité  | Production annuelle | Production annuelle | Production annuelle | Production annuelle | Production annuelle |
| Minerai                   | Unité  | 2001                | 2002                | 2003                | 2004                | 2005                |
| ------------------------- | ------ | ------------------- | ------------------- | ------------------- | ------------------- | ------------------- |
|                           |        |                     |                     |                     |                     |                     |
| Argent                    | kg     | 152 802             | 125 865             | 133 917             | 172 387             | 263 766             |
| Cadmium (contenu en Cd)   | tonnes | 160                 | 153                 | 126                 | 111                 | 124                 |
| Cuivre (contenu en Cu)    | tonnes | 191 667             | 204 027             | 199 020             | 177 143             | 187 317             |
| Lithium (contenu en Li2O) | tonnes | 1 588               | 2 052               | 2 805               | 4 225               | 5 904               |
| Manganèse (contenu en Mn) | tonnes |                     |                     |                     |                     | 1 800               |
| Or (24 carats)            | kg     | 30 632              | 32 506              | 29 749              | 28 466              | 27 904              |
| Plomb (contenu en Pb)     | tonnes | 12 334              | 12 011              | 12 079              | 9 551               | 10 683              |
| Zinc (contenu en Zn)      | tonnes | 39 703              | 37 325              | 29 839              | 27 220              | 30 227              |
|                           |        |                     |                     |                     |                     |                     |
|                           |        |                     |                     |                     |                     |                     |
| Amiante                   | tonnes | 203                 | 155                 | 166                 | 267                 | 260                 |
| Argile                    | tonnes | 1 553 102           | 1 506 146           | 1 682 158           | 2 284 313           | 6 023 945           |
| Sable siliceux            | tonnes | 891 127             | 280 065             | 300 708             | 845 336             | 461 242             |
| Barytine                  | tonnes | 6 955               | 3 048               | 6 934               | 2 762               | 3 355               |
| Bentonite                 | tonnes | 135 450             | 120 006             | 146 846             | 163 028             | 247 101             |
| Borates                   | tonnes | 631 519             | 515 555             | 512 167             | 821 031             | 632 792             |
| Calcite                   | tonnes | 96 269              | 85 299              | 91 270              | 104 960             | 49 700              |
| Kaolin                    | tonnes | 13 584              | 13 865              | 19 219              | 39 072              | 54 903              |
| Célestine                 | tonnes | 3 655               | 2 595               | 4 300               | 6 727               | 7 233               |
| Quartz                    | tonnes | 49 720              | 93 614              | 99 097              | 88 334              | 170 668             |
| Diatomite                 | tonnes | 17 090              | 23 314              | 35 518              | 26 912              | 34 045              |
| Feldspath                 | tonnes | 48 522              | 82 642              | 90 857              | 125 684             | 151 307             |
| Fluorine                  | tonnes | 77                  | 5 168               | 5 422               | 6 437               | 7 502               |
| Latérite                  | tonnes |                     |                     |                     | 108 000             | 57 960              |
| Mica                      | tonnes | 2 120               | 1 770               | 1 894               | 2 518               | 4 101               |
| Pyrophyllite              | tonnes | 2 155               | 2 341               | 4 525               | 12 594              | 8 470               |
| Sel commun                | tonnes | 1 269 815           | 1 080 328           | 1 667 829           | 1 458 872           | 1 747 509           |
| Sel gemme                 | tonnes |                     | 18                  | 22                  | 177                 | 254                 |
| Sulfate d'aluminium       | tonnes |                     |                     |                     |                     | 700                 |
| Sulfate de magnésium      | tonnes | 6 900               | 6 900               | 7 383               | 8 490               | 1 440               |
| Sulfate de sodium anhydre | tonnes | 11 856              | 10 081              | 10 787              | 12 405              | 51 190              |
| Talc                      | tonnes | 1 665               | 1 643               | 1 699               | 7 620               | 12 603              |
| Vermiculite               | tonnes | 1 110               | 1 050               | 1 124               | 1 293               | 1 403               |
| Gypse                     | tonnes | 371 527             | 365 556             | 489 805             | 836 298             | 1 073 286           |
|                           |        |                     |                     |                     |                     |                     |
| Minerai                   | Unité  | Production annuelle | Production annuelle | Production annuelle | Production annuelle | Production annuelle |
| Minerai                   | Unité  | 2001                | 2002                | 2003                | 2004                | 2005                |

Pierres précieuses
| Minerai          | Unité | Production annuelle | Production annuelle | Production annuelle | Production annuelle | Production annuelle | Valeur 2005 en USD |
| Minerai          | Unité | 2001                | 2002                | 2003                | 2004                | 2005                | Valeur 2005 en USD |
| ---------------- | ----- | ------------------- | ------------------- | ------------------- | ------------------- | ------------------- | ------------------ |
|                  |       |                     |                     |                     |                     |                     |                    |
| Agate            | kg    | 3 680               |                     |                     |                     |                     | 4 000              |
| Cristal de roche | kg    | 1 840               |                     |                     |                     |                     |                    |
| Gemmes           | kg    | 1 000               | 1 250               | 43 288              | 49 599              | 69 241              | 1 038 615          |
| Rhodochrosite    | kg    | 17 204              | 22 350              | 23 915              | 109 476             | 118 200             | 2 364 000          |
|                  |       |                     |                     |                     |                     |                     |                    |
| Total Argentine  |       |                     |                     |                     |                     |                     | 3 406 615          |

### Transport

#### Ferroviaire
La première ligne des Chemins de fer de l'Ouest (FCO) est créée en 1857 par l’État argentin, le rail devant favoriser le désenclavement des provinces éloignées de la capitale et des zones portuaires. Le Royaume-Uni manifeste rapidement son intérêt pour le réseau ferroviaire argentin qu'il entend utiliser pour conforter sa domination économique à travers le monde. En 1890, la Western Railway rachète les FCO. Au début du XXe siècle, les compagnies britanniques détiennent l'ensemble des voies rentables, alors que l’État argentin prend à sa charge les lignes « de développement » encore non-rentables reliant les grandes villes aux provinces éloignées.
En 1948, le président Juan Perón nationalise le secteur ferroviaire. En 1992, sous la présidence de Carlos Menem, une politique de privatisation et de « rationalisation » est engagée. Des grèves massives sont déclenchées par les travailleurs du secteur, ce qui conduit Carlos Menem à annoncer : « Une rame en grève est une rame qui ferme ». Quatre-vingt mille employés sont licenciés. Après une renationalisation partielle conduite en 2015 par Cristina Kirchner, le président Mauricio Macri réintroduit une politique de réduction des coûts, conduisant à une nouvelle vague de licenciements.

#### Routier
Le coût du transport par camion est très élevé, conduisant à de fréquentes grèves de producteurs de céréales.

### Les industries de transformation

#### Industries agroalimentaires
Après avoir sensiblement chuté durant la crise de 2000-2002, la production de sucre est en forte hausse.
Les apéritifs, liqueurs et whiskies, produits de luxe peu exportés, ont encaissé un sérieux revers à la suite de la crise. En 2006, la production ne se remet toujours pas de ce coup dur, symptôme de la persistance d'un niveau élevé d'appauvrissement. Le vin, lui aussi fort peu exporté, a également mal digéré la crise. Par contre la consommation d'eaux gazeuses, de limonades et de bière se porte fort bien.
L'industrie du cuir (de bœuf) se porte bien, l'Argentine en a produit en 2006 plus de 9 kilogrammes par habitant.
Quant au secteur des cigarettes, qui avait quelque peu chuté, en 2001-2002, il se remet avec peine, mais il s'agit d'un secteur internationalement sous pression, étant donné sa fort mauvaise image de marque.
Le président Nestor Kirchner a annoncé, en août 2006, un plan de réactivation du programme nucléaire argentin, comprenant un volet d'enrichissement d'uranium, en coopération avec le Brésil. L'Argentine compte aujourd'hui deux centrales nucléaires (Atucha et Embalse).
| Produits                   | Unité                      | Production annuelle | Production annuelle | Production annuelle | Production annuelle | Production annuelle | Production annuelle | Production annuelle | Production annuelle | Production annuelle |
| Produits                   | Unité                      | 1998                | 1999                | 2000                | 2001                | 2002                | 2003                | 2004                | 2005                | 2006                |
| -------------------------- | -------------------------- | ------------------- | ------------------- | ------------------- | ------------------- | ------------------- | ------------------- | ------------------- | ------------------- | ------------------- |
|                            |                            |                     |                     |                     |                     |                     |                     |                     |                     |                     |
| Sucre                      | tonnes                     | 1 749 487           | 1 577 940           | 1 461 756           | 1 513 565           | 1 559 313           | 1 813 863           | 1 716 603           | 2 030 653           | 2 322 980           |
| Cuir de bœuf               | tonnes                     | 267 866             | 279 706             | 283 016             | 261 711             | 256 683             | 287 937             | 333 689             | 336 083             | 346 371             |
| Huiles végétales           | 1000 tonnes                | 4 866,5             | 5 658,5             | 5 334,0             | 4 775,5             | 5 309,9             | 6 014,1             | 5 830,6             | 6 998,6             | 7 811,4             |
| Farine de blé              | 1000 tonnes                | 3 740,2             | 3 602,8             | 3 595,5             | 3 528,9             | 3 551,3             | 3 792,4             | 3 852,0             | 3 877,4             | 3 932,5             |
| Lait liquide               | millions ton.              | 2 241,9             | 2 299,9             | 2 349,7             | 2 380,4             | 2 094,3             | 2 022,9             | 2 194,4             | 2 304,2             | 2 464,9             |
| Fromage                    | tonnes                     | 426 524             | 454 429             | 452 597             | 430 954             | 379 676             | 332 292             | 378 348             | 414 412             | 466 511             |
| Beurre                     | tonnes                     | 48 764              | 54 107              | 46 741              | 43 998              | 38 760              | 35 463              | 40 873              | 40 046              | 46 889              |
| Apéritifs                  | 1000 litres                | 40 267              | 33 316              | 32 807              | 30 357              | 22 132              | 18 511              | 20 946              | 22 666              | 23 081              |
| Liqueurs                   | 1000 litres                | 9 923               | 9 774               | 7 097               | 7 165               | 6 340               | 6 559               | 7 408               | 8 077               | 7 227               |
| Whisky                     | 1000 litres                | 10 362              | 10 834              | 8 079               | 8 033               | 5 581               | 6 620               | 7 550               | 9 011               | 6 324               |
| Produits                   | Unité                      | Ventes annuelles    | Ventes annuelles    | Ventes annuelles    | Ventes annuelles    | Ventes annuelles    | Ventes annuelles    | Ventes annuelles    | Ventes annuelles    | Ventes annuelles    |
| Produits                   | Unité                      | 1998                | 1999                | 2000                | 2001                | 2002                | 2003                | 2004                | 2005                | 2006                |
|                            |                            |                     |                     |                     |                     |                     |                     |                     |                     |                     |
| Vin                        | 1000 hl                    | 12 928,2            | 12 808,0            | 12 491,0            | 12 036,0            | 11 988,5            | 12 338,4            | 11 112,6            | 10 972,5            | 11 103,9            |
| Bière                      | 1000 hl                    | 12 395              | 12 448              | 12 685              | 12 390              | 11 990              | 12 950              | 13 410              | 13 960              | 14 825              |
| Eaux gazeuses et limonades | 1000 hl                    | 25 240              | 25 960              | 25 971              | 27 037              | 23 183              | 25 910              | 28 859              | 31 265              | 33 702              |
| Cigarettes                 | millions paq. de 20 unités | 1 967               | 1 996               | 1 843               | 1 740               | 1 812               | 1 990               | 1 890               | 1 862               | 1 993               |
|                            |                            |                     |                     |                     |                     |                     |                     |                     |                     |                     |

#### Industries mécaniques
Le secteur automobile est très présent en Argentine. Renault, PSA, Ford, General Motors, Toyota, et Fiat y produisent des voitures, Scania des poids lourds, et Honda des motocyclettes.

### Le tourisme

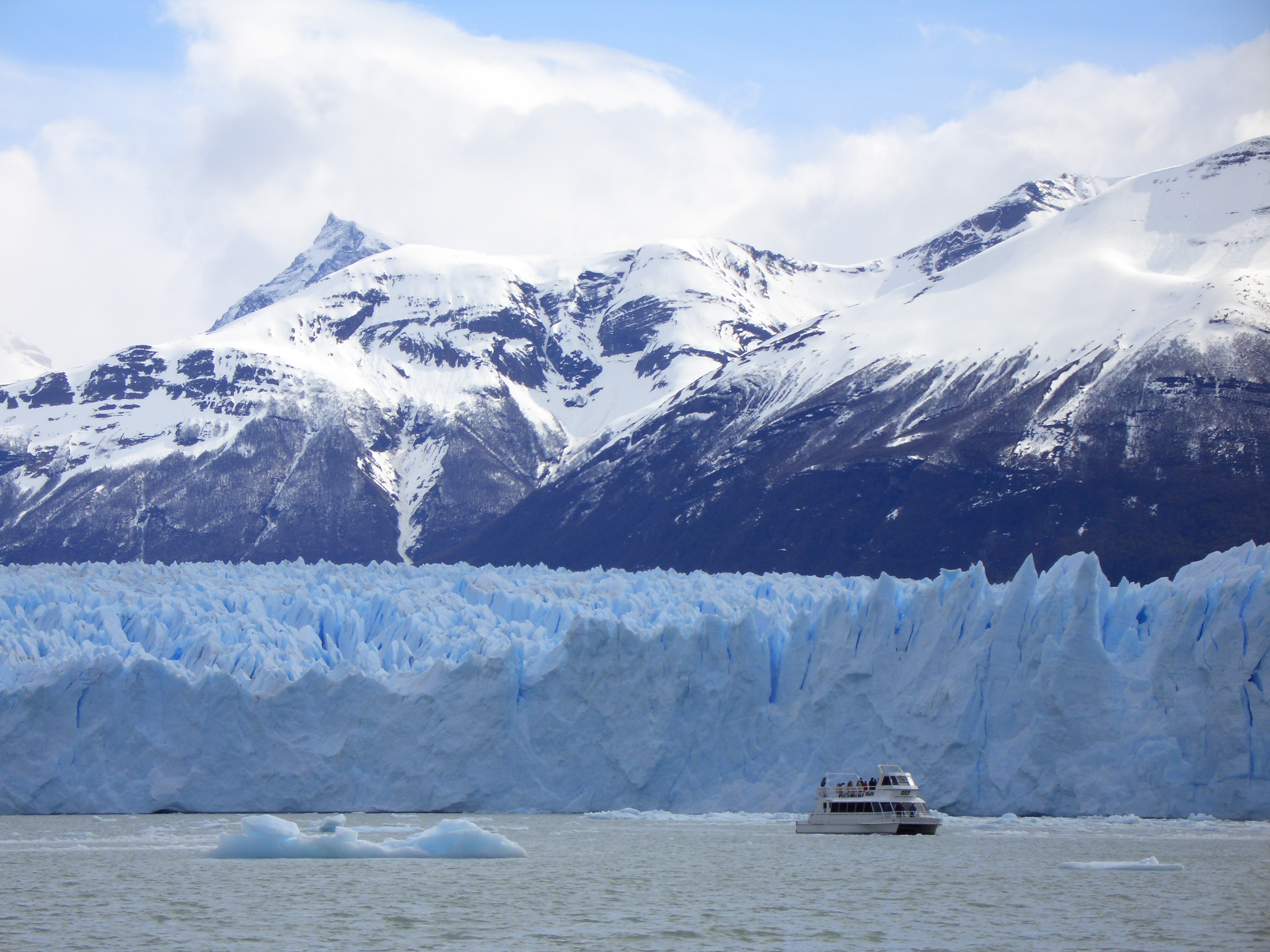
Glacier Perito Moreno en Patagonie argentine

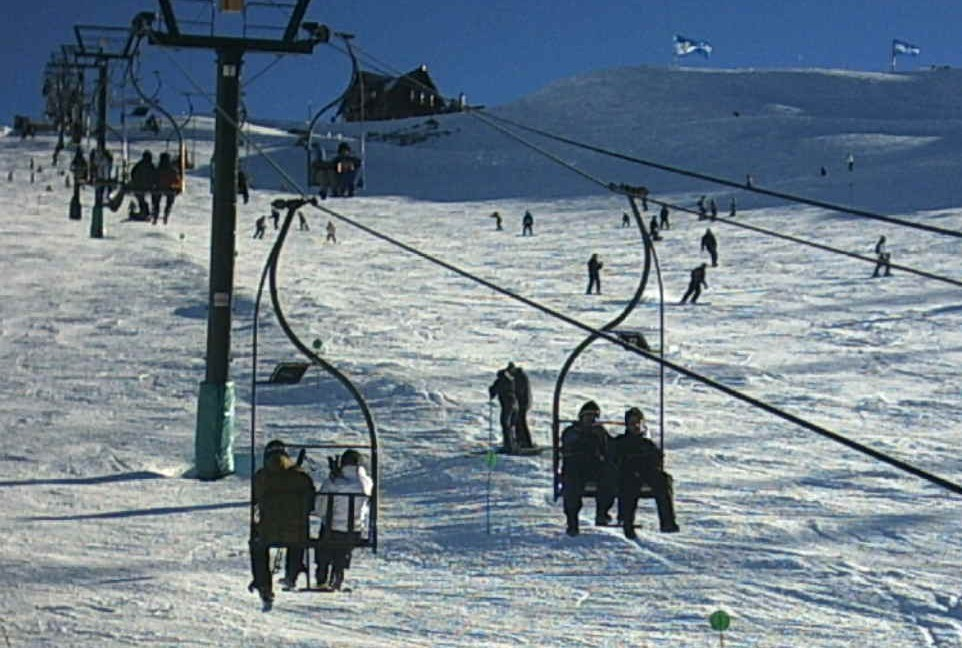
Cerro Catedral, San Carlos de Bariloche, dans la Cordillère des Andes

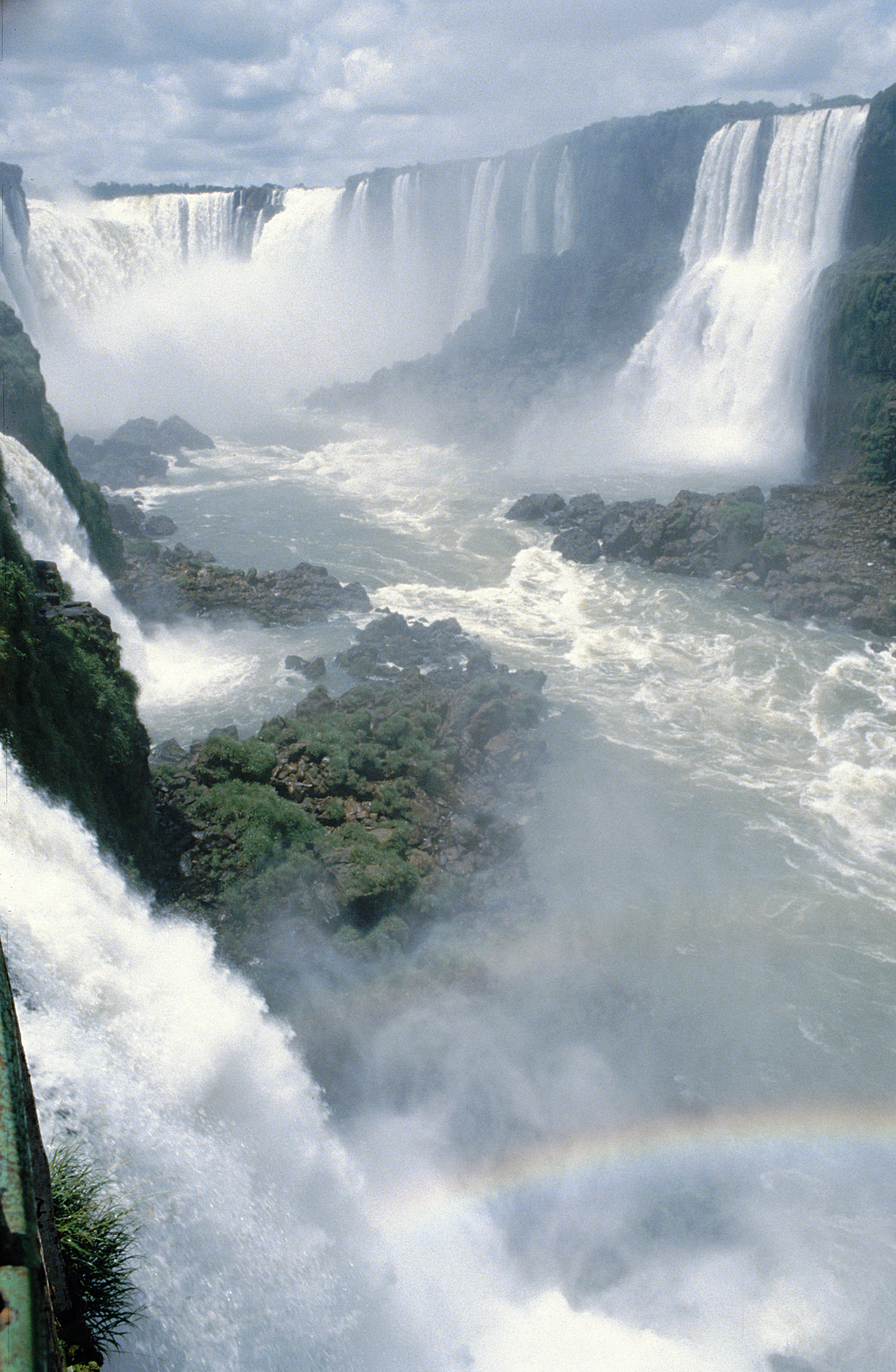
Cataractes de l'Iguazú

Le territoire fort étendu de la République Argentine est doté de grandes attractions touristiques. Il n'y a pas longtemps que cette industrie sans cheminées a commencé à fonctionner à plein en Argentine, en partie étant donné que le nouvel équilibre monétaire à la suite de la dévaluation de 2002 a favorisé l'arrivée de forts contingents de touristes étrangers, rendant le pays bien plus accessible que dans la décennie 1990. De plus, les coûts des voyages à l'étranger ayant fort augmenté, beaucoup d'Argentins également se tournèrent vers le tourisme national.
Le décollage du secteur est notoire : les revenus du tourisme occupent la troisième position pour les rentrées en devises des exportations. En 2004, le secteur représentait 7,2 % du PIB. Les étrangers viennent en Argentine — malgré les séquelles de la crise de 2001 — comme dans une zone sans conflits armés, sans terrorisme et sans
problèmes sanitaires. Selon les chiffres officiels, en 2010 le pays a accueilli plus de 4 875 698 touristes étrangers, ce qui a signifié 6,1 milliards de dollars d'entrée de devises. Pour 2014, on estime que celles-ci ont atteint les 8,5 milliards de dollars, et que le pays a été visité par 5 634 879 étrangers. L’Argentine est le pays le plus visité d’Amérique du Sud. Les touristes latino-américains proviennent principalement du Brésil, du Chili, du Pérou, de Colombie, du Mexique, de Bolivie, de l'Équateur, de l'Uruguay, du Venezuela et du Paraguay, tandis que les européens arrivent surtout d’Espagne, d’Italie, de France, d’Allemagne, du Royaume-Uni et de Suisse.

## Commerce extérieur

### Évolution des exportations
Dans les années 1980, les exportations stagnent et, compte tenu de la dépréciation continue du dollar, elles diminuent de fait en termes de prix. La situation s'améliore dans les années 1990, et ce jusqu'en 1997 : les exportations passent de 12,3 à 26,4 milliards de dollars, alors que l'érosion de la valeur de ce dernier s'atténue [réf. nécessaire]. De 1997 à 2002, c'est la crise, et l'on assiste à une stagnation de la valeur des exportations qui passent de 26,4 à 25,65 milliards de dollars [réf. nécessaire]. La chute est plus importante, si l'on tient compte de l'érosion de la valeur du dollar. Mais dès 2003, la situation se redresse vivement, et bientôt la valeur des exportations explose littéralement pour atteindre plus de 46 milliards de dollars en 2006 [réf. nécessaire].
En seulement quatre ans, ces exportations ont ainsi presque doublé. Et ce mouvement continue en 2007, ainsi que le montrent les derniers chiffres concernant les neuf premiers mois de l'année 2007 (cf. deuxième tableau). Le soja et ses produits dérivés constituaient en 2008 36 % des exportations. Durant les années 2003-2006, la balance commerciale argentine s'est nettement améliorée[réf. nécessaire].
| Année | Catégories de produits en milliers d’USD | Catégories de produits en milliers d’USD | Catégories de produits en milliers d’USD | Catégories de produits en milliers d’USD | Total en milliers d'USD |
| Année | Produits primaires                       | Produits agroalimentaires                | Autres produits industriels              | Énergie et combustibles                  | Total en milliers d'USD |
| ----- | ---------------------------------------- | ---------------------------------------- | ---------------------------------------- | ---------------------------------------- | ----------------------- |
| 1980  | 2 963 924                                | 3 233 086                                | 1 544 691                                | 279 717                                  | 8 021 418               |
| 1990  | 3 175 006                                | 4 828 036                                | 3 364 322                                | 985 168                                  | 12 352 532              |
| 1996  | 5 817 130                                | 8 439 345                                | 6 465 650                                | 3 088 593                                | 23 810 717              |
| 1997  | 5 704 700                                | 9 104 624                                | 8 334 657                                | 3 286 874                                | 26 430 855              |
| 1998  | 6 603 338                                | 8 761 960                                | 8 624 275                                | 2 444 125                                | 26 433 698              |
| 1999  | 5 144 423                                | 8 193 164                                | 6 965 659                                | 3 005 389                                | 23 308 635              |
| 2000  | 5 345 558                                | 7 863 597                                | 8 229 990                                | 4 901 884                                | 26 341 029              |
| 2001  | 6 052 062                                | 7 460 073                                | 8 305 644                                | 4 724 948                                | 26 542 727              |
| 2002  | 5 272 080                                | 8 138 352                                | 7 601 332                                | 4 638 835                                | 25 650 599              |
| 2003  | 6 470 669                                | 10 004 445                               | 8 046 864                                | 5 416 774                                | 29 938 752              |
| 2004  | 6 851 559                                | 11 967 418                               | 9 575 731                                | 6 181 026                                | 34 575 734              |
| 2005  | 8 110 253                                | 13 141 654                               | 11 984 798                               | 7 150 056                                | 40 386 762              |
| 2006  | 8 626 587                                | 15 244 205                               | 14 825 921                               | 7 759 695                                | 46 456 407              |

- Source : INDEC[72]

| Neuf premiers mois de | Catégories de produits en millions d’USD | Catégories de produits en millions d’USD | Catégories de produits en millions d’USD | Catégories de produits en millions d’USD | Total en millions d'USD |
| Neuf premiers mois de | Produits primaires                       | Produits agroalimentaires                | Autres produits industriels              | Énergie et combustibles                  | Total en millions d'USD |
| --------------------- | ---------------------------------------- | ---------------------------------------- | ---------------------------------------- | ---------------------------------------- | ----------------------- |
| 2006                  | 6 553                                    | 10 964                                   | 10 659                                   | 5 761                                    | 33 938                  |
| 2007                  | 9 183                                    | 13 211                                   | 12 132                                   | 4 778                                    | 39 304                  |
| Accroissement en %    | 40                                       | 20                                       | 14                                       | -17                                      | 16                      |

Au total, on peut considérer que la valeur des exportations, exprimée en dollars USD, a presque doublé en 2007 par rapport à celle de 1998, dernière année de pré-crise.